# 艾莉森·莫布雷
艾莉森·莫布雷（英語：Alison Mowbray，1971年2月1日—），英国女子赛艇运动员。她曾代表英国参加2000年和2004年夏季奥林匹克运动会赛艇比赛，其中2004年奥运会获得一枚银牌。